# Sophie (Musikerin, 1986)

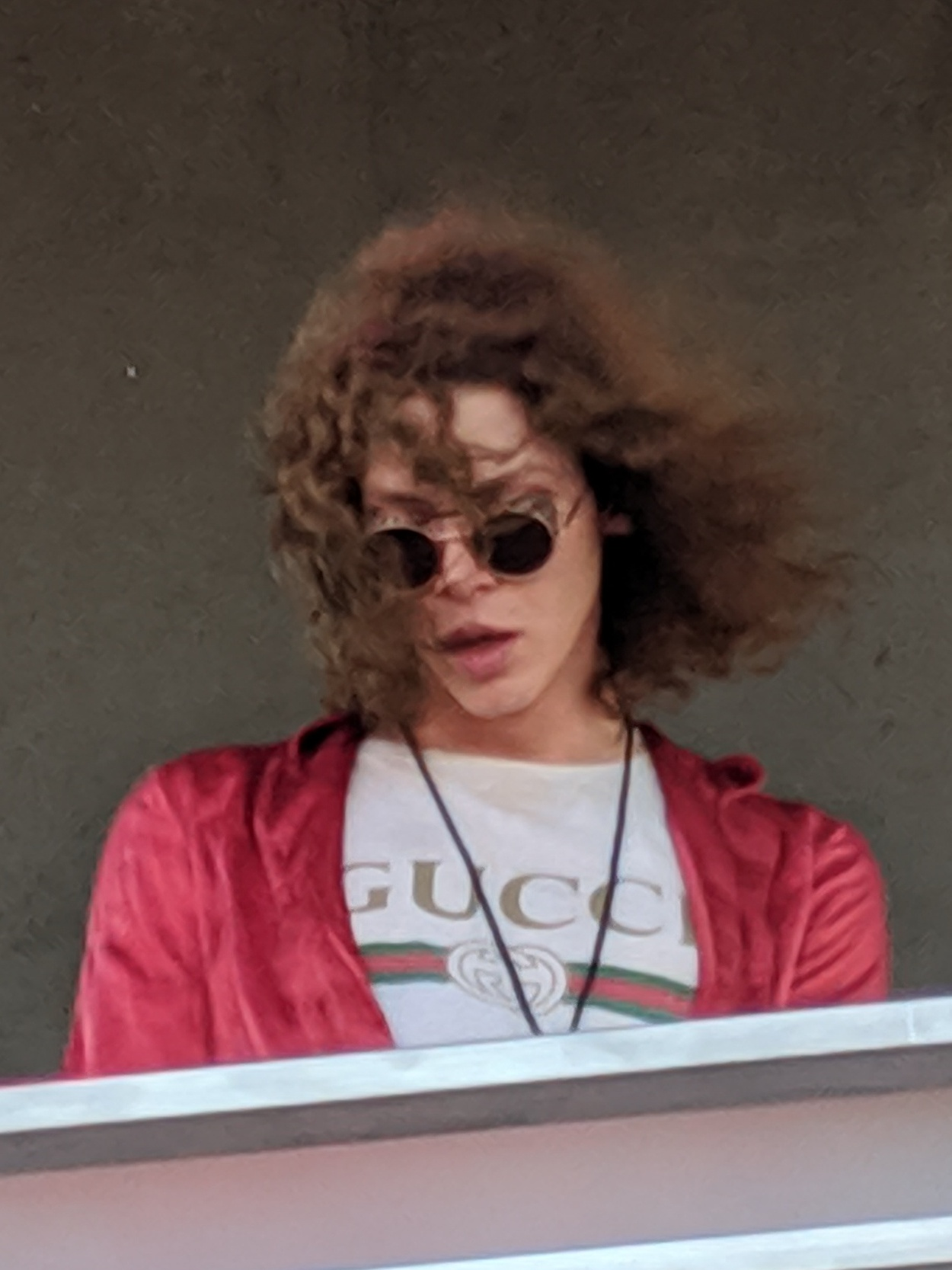
Sophie bei einem Live-Auftritt (2019)

Sophie (Eigenschreibweise SOPHIE, auch bekannt als Sophie Xeon; geboren am 17. September 1986 in Glasgow, Schottland, Vereinigtes Königreich; gestorben am 30. Januar 2021 in Athen, Griechenland) war eine britische Musikproduzentin, Sängerin und DJ.

## Leben
Sophies Vater nahm sie bereits im Jugendalter zu Raves mit und führte sie an elektronische Musik heran. Ihr erster Auftritt als DJ war bei der Hochzeit ihrer Halbschwester, woraufhin andere Leute in ihrer Umgebung sie für Hochzeiten buchten.
Ihre ersten Songs veröffentlichte sie auf SoundCloud, im Oktober 2013 brachte sie mit Nothing More to Say ihre erste Single auf dem Label Huntleys + Palmers heraus. Die Nachfolge-Single Bipp / Elle landete auf Platz 17 der Jahresendcharts von Pitchfork Media. 2014 produzierte sie gemeinsam mit A. G. Cook vom Label PC Music das Musikprojekt QT und deren Single Hey QT. Es folgte Zusammenarbeit mit weiteren Musikern von PC Music, etwa GFOTY.
Der musikalische Durchbruch kam ab 2015, als sie mit bekannten Popstars zusammenarbeitete. So koproduzierte sie die Single Bitch I’m Madonna von Madonna und war Produzentin für fast die gesamte, Anfang 2016 veröffentlichte EP Vroom Vroom sowie für weitere Singles von Charli XCX. Ebenso 2015 erschien ihr Debütalbum Product, eine Zusammenstellung ihrer in den Jahren zuvor veröffentlichten Songs.
Im Oktober 2017 veröffentlichte sie die Single It’s Okay to Cry. Im dazugehörigen Musikvideo trat sie erstmals als Person in ihrem Werk auf und benutzte ihre eigene Stimme für einen Song. Kurz darauf bekannte sie sich öffentlich dazu, eine Transfrau zu sein. Ihr zweites Album Oil Of Every Pearl’s Un-Insides war 2019 für einen Grammy als bestes Dance/Electronic-Album nominiert.
Sophie definierte sich als nichtbinär und lebte seit 2019 mit Tzef Montana, ebenfalls nichtbinär, zusammen in Athen. Später trennten sie sich.
Sophie starb am 30. Januar 2021 um 4 Uhr morgens in Athen nach Angaben des Plattenlabels Transgressive bei einem Kletterunfall. Nach Angaben der Athener Polizei stürzte sie versehentlich von einem Balkon.
Posthum wurde am 16. Juni 2021 der Asteroid (10026) Sophiexeon nach ihr benannt. Im September 2024 erschien ein Album, welches Sophies Bruder Benny Long posthum vollendete. Anlässlich ihres Geburtstages wurde am 17. September 2024 ein spezielles Google Doodle in Form eines verlinkten Youtube Short Videos für sie auf der Google-Startseite dargestellt. 2025 wurde ein Stipendium der Initiative „We Are Moving The Needle“ nach Sophie benannt. Mit dem Stipendium werden Frauen, nichtbinäre und Transpersonen mit US-Staatsangehörigkeit gefördert, die einen Abschluss in Musikproduktion oder Tontechnik anstreben. Am 18. Juni 2025 wurde ihr Album „Product“ vom Label Numbers neu veröffentlicht mit 3 weiteren Liedern „Unisil“, „OOH“ und „GET HIGHER“.

## Diskografie

### Alben
| Jahr | Titel                           | Höchstplatzierung, Gesamtwochen, AuszeichnungChartplatzierungen (Jahr, Titel, Platzierungen, Wochen, Auszeichnungen, Anmerkungen) | Höchstplatzierung, Gesamtwochen, AuszeichnungChartplatzierungen (Jahr, Titel, Platzierungen, Wochen, Auszeichnungen, Anmerkungen) | Anmerkungen                              |
| Jahr | Titel                           | UK | Dance | Anmerkungen                              |
| ---- | ------------------------------- | --- | --- | ---------------------------------------- |
| 2015 | Product                         | — | Dance23 (1 Wo.)Dance | Erstveröffentlichung: 27. November 2015  |
| 2018 | Oil of Every Pearl’s Un-Insides | — | Dance15 (2 Wo.)Dance | Erstveröffentlichung: 15. Juni 2018      |
| 2024 | Sophie                          | UK98 (1 Wo.)UK | Dance9 (… Wo.)Dance | Erstveröffentlichung: 25. September 2024 |

### Singles
- 2013: Nothing More to Say / Eeehhh
- 2013: Bipp / Elle
- 2014: Lemonade / Hard
- 2015: MSMSMSM / Vyzee
- 2015: L.O.V.E. / Just Like We Never Said Goodbye
- 2017: It’s Okay to Cry
- 2017: Ponyboy
- 2018: Faceshopping
- 2020: Metal
- 2021: Bipp
- 2021: Unisil
- 2024: Reason Why
- 2024: Berlin Nightmare
- 2024: One More Time
- 2024: My Forever
- 2025: OOH
- 2025: GET HIGHER